# تايلر غودرهام
تايلر تشارلي غودرهام (بالإنجليزية: Tyler Charlie Goodrham)‏ (مواليد 7 أغسطس 2003) هو لاعب كرة قدم إنجليزي محترف يلعب كلاعب خط وسط لنادي أكسفورد يونايتد.